# Hôtel de ville du Landeron
 (mars 2025).
L'histoire de l'Hôtel de ville du Landeron qui comprend la Chapelle des Dix Mille Martyrs et l'Hôtel de Ville proprement dit, est inhérente au développement politique et urbanistique du Landeron, ville qui marque la frontière orientale du comté puis de la principauté et du canton de Neuchâtel. Autrefois siège de la justice locale et maison communale, il abrite aujourd'hui le musée que gère la Fondation de l'Hôtel de Ville, tandis que la Chapelle continue d'être dévolue au culte catholique. 

## Contexte historique

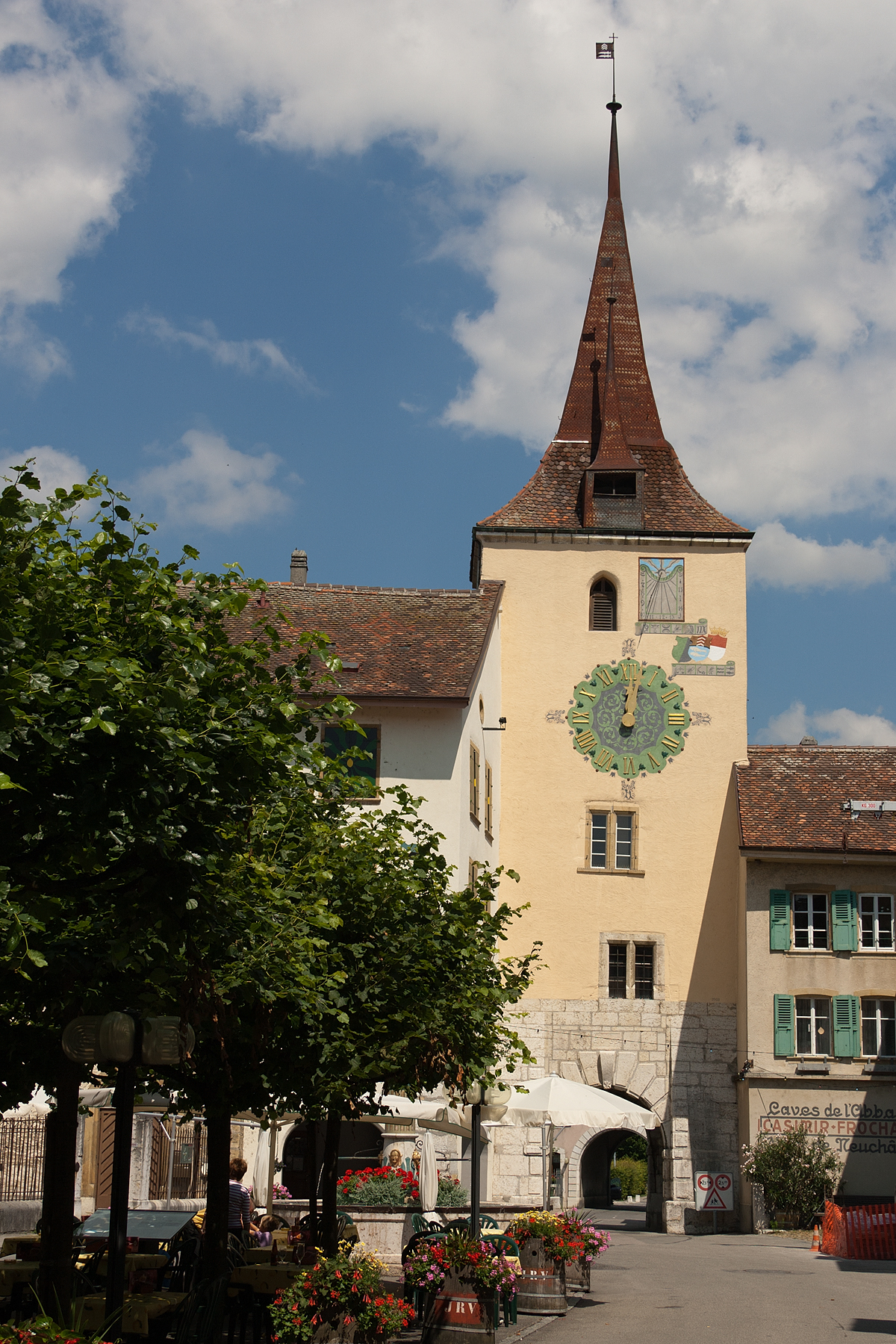
La tour dite de l'horloge, au nord du bourg du Landeron

En fondant Le Landeron en 1325, le comte Rodolphe IV de Neuchâtel, permet à la dynastie régnante des Fenis-Neuchâtel dont il est issu, de s'affirmer à l'est de Neuchâtel, au bord du lac de Bienne. Le comte dote Le Landeron de franchises pour encourager des habitants à s'installer; ceux-ci bénéficient de libertés et d'allègements fiscaux. Cette fondation suscite la réaction du prince-évêque de Bâle Gérard de Vuippens, qui avait fondé en 1312 la ville voisine de La Neuveville. Un conflit armé entre le comte de Neuchâtel et le prince-évêque de Bâle se solde en 1316 par l'arbitrage du duc Léopold d'Autriche , délimitant les frontières des territoires respectifs. Le Landeron, comme d'ailleurs La Neuveville, sont des villes fortifiées.
À la suite de travaux d'assèchement, nécessaires à l'implantation d'un bourg sur cette zone marécageuse et inhospitalière, deux premières rangées de maisons sont élevées et protégées par des murs d'enceinte. L'accès se fait par le nord et par le sud au moyen de portes qui enjambent des fossés remplis d'eau et qui entourent le bourg. Des tours complètent l'appareil défensif dont il subsiste la tour dite de l'Horloge au nord et la tour des Archives, cette dernière étant englobée dans le bâtiment de l'Hôtel de Ville, au sud-est. Il existe également un château, au nord-ouest du bourg, lieu de résidence du châtelain, représentant du comte de Neuchâtel au Landeron.

## Construction du bâtiment
Il faut attendre le XVe siècle pour voir la construction d'une chapelle et d'un hôtel de ville au sud-est du bourg. Pour développer la ville, Jean de Fribourg offre aux bourgeois du Landeron un terrain équivalant à la surface de trois maisons afin d'y construire un bâtiment aux multiples fonctions, ce qui lui confère une configuration unique dans la région. Le rez-de-chaussée est occupé par la Chapelle des Dix Mille Martyrs d'Arménie, ainsi appelée en référence au récit martyrologique de soldats romains convertis au christianisme et crucifiés au Mont Ararat. La Chapelle est consacrée en 1455 alors que le chantier se poursuit les années suivantes pour établir les locaux nécessaires aux étages supérieurs.    

## Description de la chapelle des Dix Mille Martyres
La plupart des villes neuves pendant le Moyen Âge ne disposent pas de lieux de culte à l'intérieur de leurs murs. Avant la consécration de la chapelle au l'intérieur du bourg, les Landeronnais devaient se rendre à l'église Saint-Maurice, en référence à Saint-Maurice (d'Agaune),, patron de l'église paroissiale du Landeron, proche de l'emplacement de l'ancien cimetière, au nord-est du bourg. Le chœur de la chapelle, débuté vraisemblablement entre 1451 et 1453, s'inscrit dans la tour dite des Archives, déjà existante et faisant partie des remparts défensifs d'origine. Un premier grillage, séparant le cœur du reste de la chapelle en construction, est attesté. La chapelle des Dix mille Martyres était initialement destinée aux personnes âgées et malades; elle aura par la suite une vocation plus large. 
Plusieurs peintures murales qui datent de la seconde moitié du XVe siècle, restaurées en 1922 par Alfred Blailé, puis lourdement retouchées dans les années 1950, sont partiellement conservées dans la chapelle: une Annonciation, un Christ de pitié, une pesée des âmes par l'archange Michel, une lapidation de Saint Étienne ainsi qu'une crucifixion. 

## Description de l'Hôtel de Ville

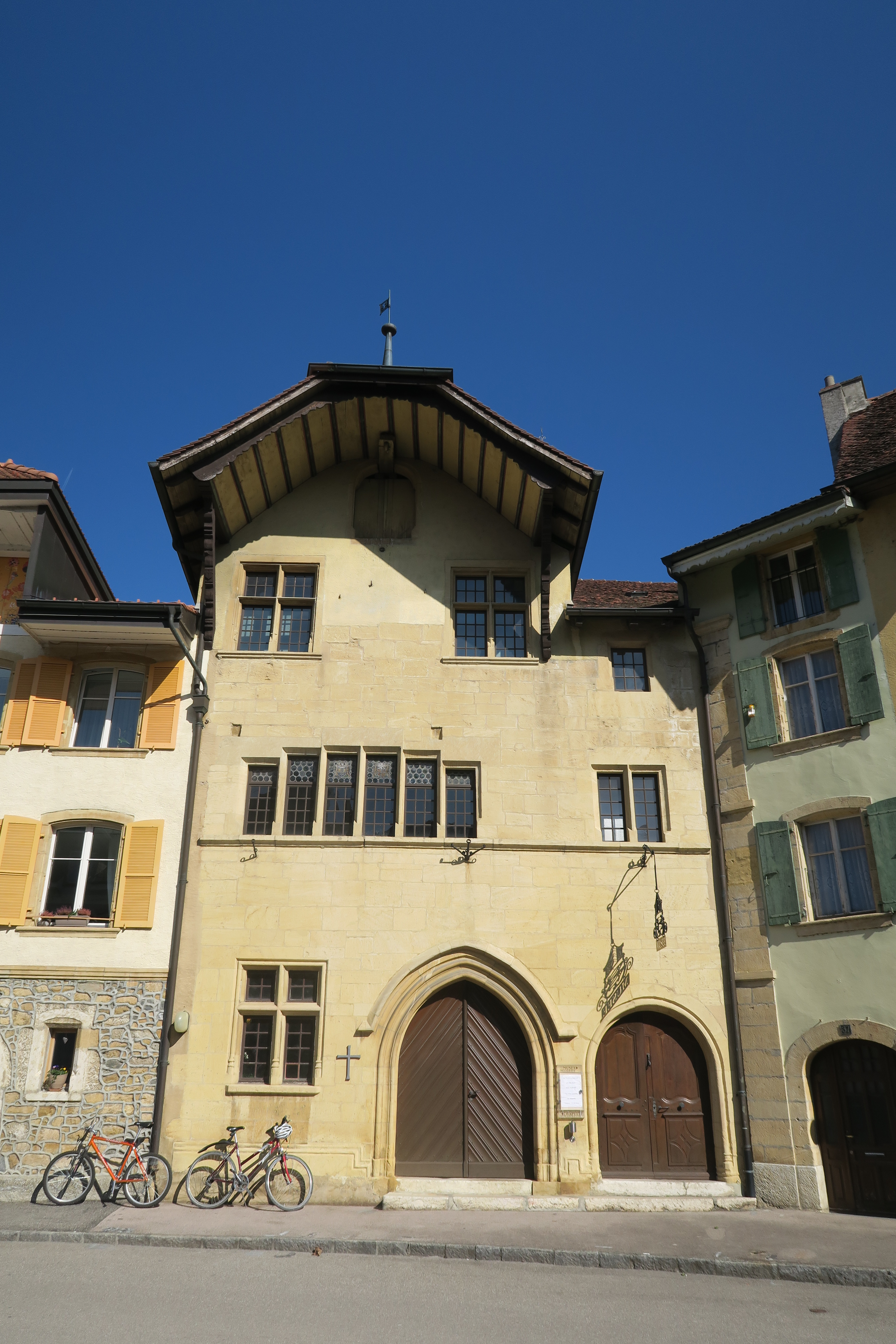
La grande porte de gauche donne accès à la Chapelle des Dix Mille Martyres, celle de droite, à l'Hôtel de Ville du Landeron.

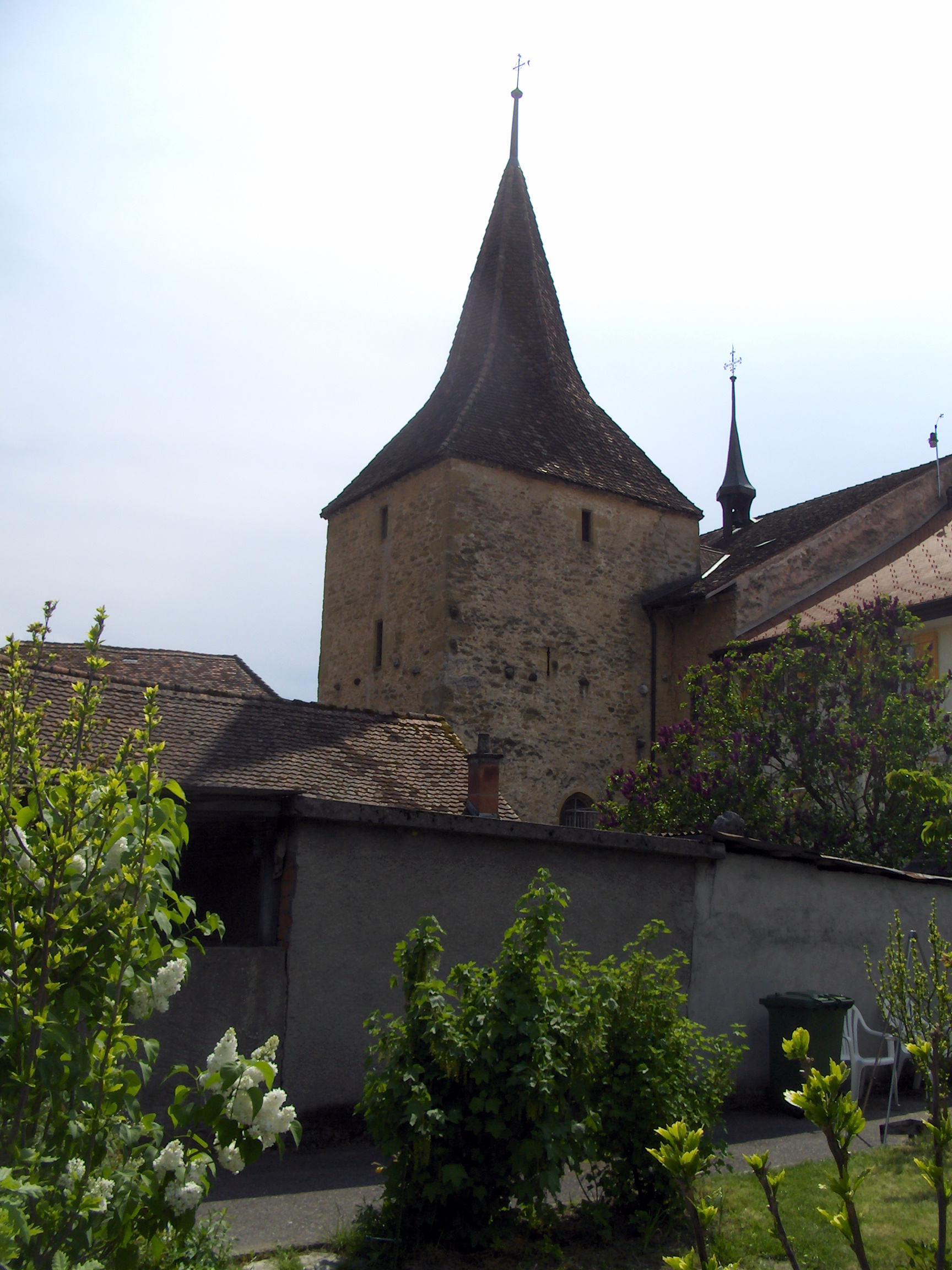
La tour dite des archives, au sud-est du bourg du Landeron

En fonction des périodes, des besoins et des finances, le bâtiment évolue, se transforme, s'agrandit, s'embellit. Une façade en pierre de taille, la seule du bourg, reconstruite au XVIe siècle, désigne l'importance du bâtiment. 

### Rez-de-chaussée
En plus de la chapelle des Dix Mille Martyrs, une grande pièce se trouve également au rez-de-chaussée du bâtiment. La date 1519 sur le linteau de porte reliant cette salle au chœur de la chapelle, suggère une première affectation dont peu de choses sont connues. Au XVIIe siècle, son utilisation comme arsenal est toutefois envisagée. 

### 1erétage
Au premier étage se trouvent plusieurs pièces. La principale est la salle de la Justice. Cette salle d'apparat liée à l'administration et à la justice est richement meublée et présente un ensemble hétéroclite qui marque l'évolution des goûts. Sa baie vitrée donnant sur l'intérieur du bourg et son plafond légèrement arc-bouté portent des motifs sculptés de style tard gothique. Un buffet Renaissance marqueté est frappé aux armoiries du Landeron (les trois chevrons qui marquent le lien avec le comté de Neuchâtel, surmontés de deux poissons symbolisant le lien étroit à l'eau). 
Une peinture murale de 1530 représente un jugement de Salomon, en référence au récit éponyme de l'ancien testament (Premier Livre des Rois (3, 16-28)). Ce motif se trouve en pleine adéquation avec l'affectation de la salle de la Justice, que rendait le châtelain pour ce qui est de la justice ordinaire, assisté de juges issus de la Bourgeoisie.
Deux imposantes parois sculptées de 1647 complètent la décoration latérale. À la manière de stalles, les 12 conseillers de la Bourgeoisie du Landeron y appuyaient leurs sièges. Un grand poêle en faïence garni de catelles vernissées et présentant des motifs de chinoiseries chauffe la pièce depuis 1741-1742.
La salle de la Justice est flanquée d'une antichambre dite chambre d'Avis. Cette petite pièce devait accueillir les juges chargés de rendre la justice, pour discuter avant de délibérer. Le seuil en pierre présente des gonds pour installer non pas une mais deux portes, afin de garantir la confidentialité nécessaire. Le programme pictural qui s'y déploie, également de 1530, indique son affectation. Sur la paroi nord figure une représentation de trois ordres de la sociétés (usuriers, laboureurs et pauvres), cherchant en vain de s'éloigner du tombeau, symbole du sort fatal qui attend tout être humain, quelle que soit sa position sociale. Sur la paroi sud figure une représentation très lacunaire d'un Saint Christophe, dont on discerne les jambes, un bâton et un cours d'eau qu'il semble traverser. Il symboliserait la transition vers un autre monde, représenté ici par un songe de Jacob avec son échelle d'où montent et descendent des anges, en référence à l'épisode de l'ancien testament (Genèse 28:11-19). 

Peintures murales de l'Hôtel de Ville du Landeron (vers 1530)
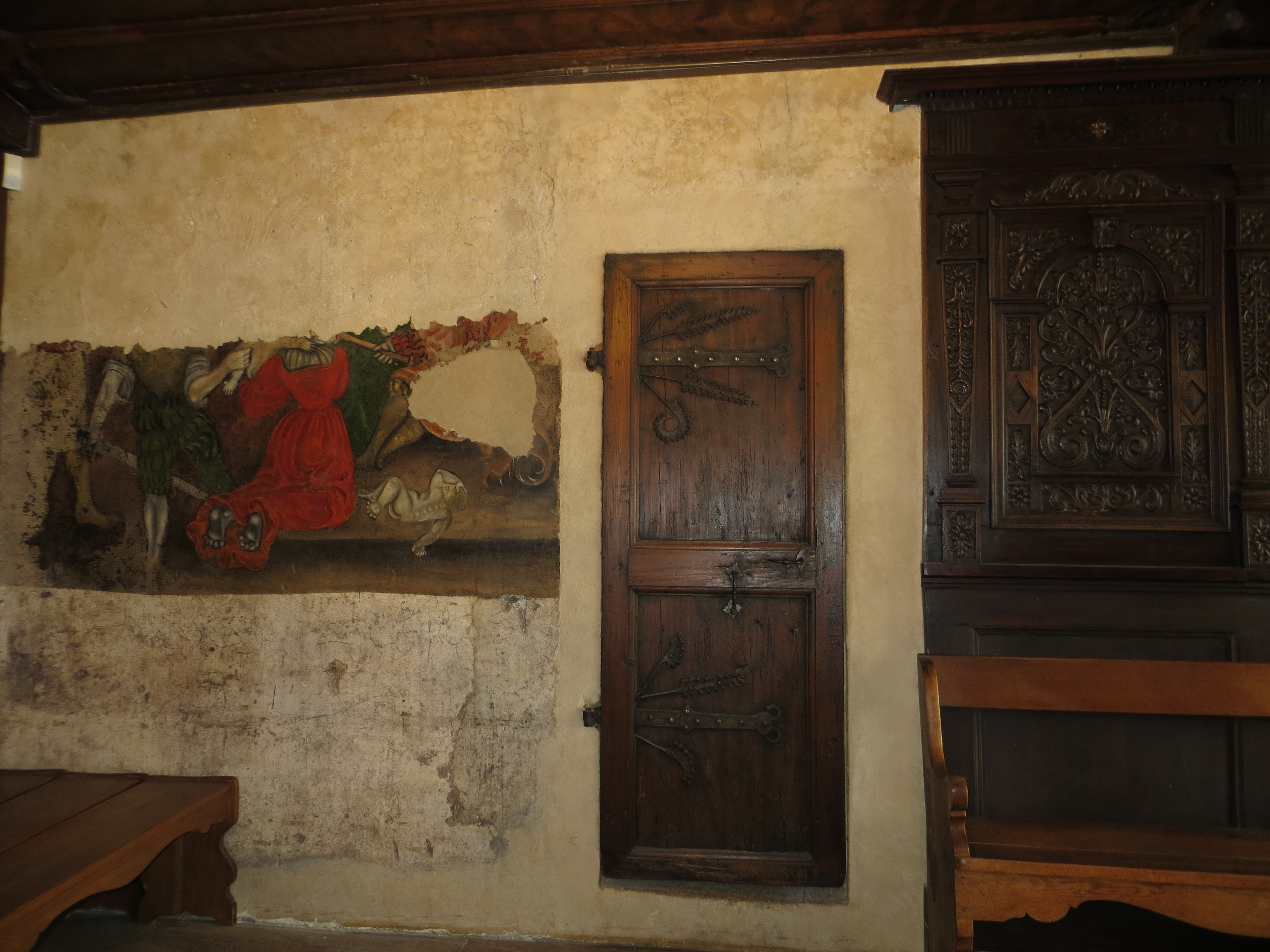
Peinture murale du Jugement de Salomon. La partie supérieure est perdue, probablement à cause d'un changement de décor et d'ameublement.
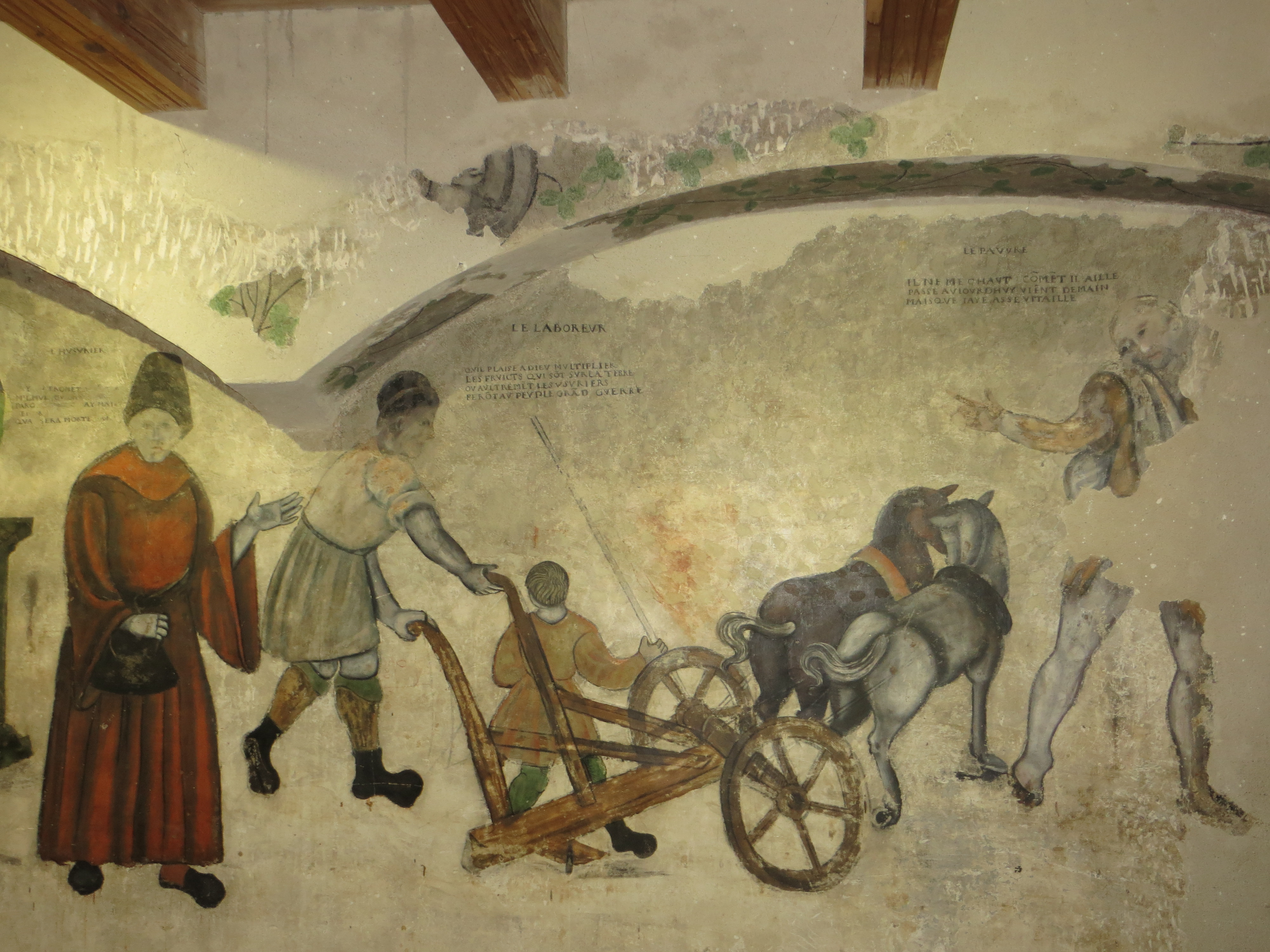
Trois ordres de la société: l'usurier en rouge, un laboureur et un enfant avec une charrue, le pauvre.
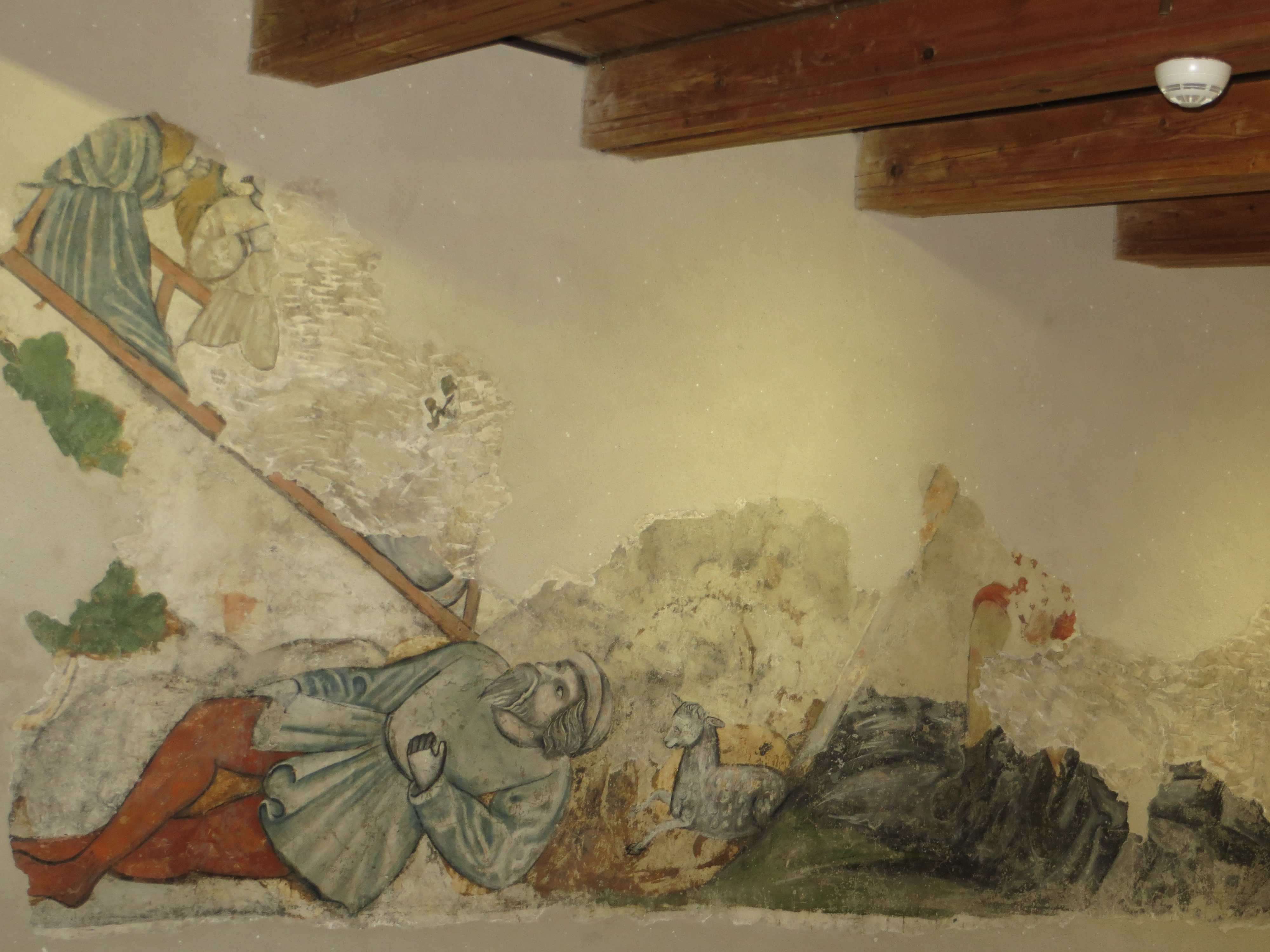
Échelle de Jacob et Saint-Christophe, très endommagé.

Un petit poêle daté de 1813, ainsi qu'une cloison boisée peinte en faux marbre, agrémente l'aspect décoratif de cette pièce.   
Une grande cheminée de fumage se trouve dans l'autre pièce attenante à la Salle de Justice. Elle relie le poêle qui s'y trouve et présente également un four à pain, où les habitants pouvaient venir faire cuire leurs pains.   
Une pièce surélevée à l'arrière (est), dont l'affectation originelle n'est pas connue, séparée en deux par une cloison en bois, permet l'accès à la salle des archives, dans la Tour dites des Archives, tout à l'est du bâtiment.   
Toujours au premier étage se trouve une cuisine comportant une cheminée et un évier encastré dans le mur est d'enceinte. L'accès aux latrines se fait aussi par cette pièce. Cette salle est aujourd'hui destinée à accueillir des expositions temporaires.         
Attenante à la cuisine, se trouve une dernière petite salle munie d'un poêle à catelles moulées, vertes, datant du XVIIe siècle, probable lieu de vie de la personne chargée de l'intendance du bâtiment à ce moment.         

### 2eétage
Deux grandes salles se trouvent au deuxième étage. La salle dite aujourd'hui de la maquette devait permettre d’accueillir des hôtes de marques. C'est en tout cas ce que semble suggérer l'imposante cheminée Renaissance sculptée aux armoiries du Landeron. Des parois boisée à la neuchâteloise sont installées plus tardivement.         
La salle dite aujourd'hui Salle Annie Muriset, ainsi appelée en hommage à une importante donatrice du musée, est du XVIIe siècle et accueille des expositions temporaires.         

### 3eétage
Le troisième et dernier étage de l'hôtel de ville est occupé par le galetas. Une imposante charpente, notamment dans la partie centrale, renforce la toiture ; le clocheton installé sur le toit rappelle en effet l'existence d'une chapelle au rez-de-chaussée.                  

## Travaux d'entretien, restaurations et installation du musée
Depuis 1905, le bâtiment est mis sous protection au titre de monument historique cantonal.
En 1907, une restauration dirigée par l'architecte Eugène Colomb a permis de dégager le plafond de la grande salle du premier étage et de découvrir les peintures murales des salles adjacentes. D'autres décors peints ont été mis au jour dans la chapelle en 1954. La dernière campagne de conservation-restauration s’est achevée en 1981 par l'ouverture du musée.
Géré par la Fondation de l'Hôtel de Ville créée en 1980, le musée permet la mise en valeur des collections historiques du Landeron et leur accès aux visiteurs. Le bâtiment est également utilisé par les autorités communales pour y tenir des séances et des banquets ; il a ponctuellement accueilli quelques classes de l'école primaire pendant les travaux de rénovation du collège.